# نوسندورف
نوسندورف (به آلمانی: Nossendorf) یک شهر در آلمان است که در مکلنبورگیشه زنپلاته واقع شده‌است. نوسندورف ۸۵۷ نفر جمعیت دارد.